# Anhalt–Kötheni Lajos
Anhalt–Kötheni Lajos (Köthen, 1607. október 9. – Köthen, 1624. március 15.) Amöena Amália és I. Lajos anhalt–kötheni herceg fia. Anhalt–Köthen megmentőjének tartották, de miután részt vett a kötheni Académie des parfaits amants-ban, 14 nap múlva elhunyt.